# Alberico Gentili
Alberico Gentili (San Ginesio, 14 de janeiro de 1552 – Londres, 19 de junho de 1608) foi um jurista italiano que trabalhou como diplomata na Embaixada de Espanha em Londres, também trabalhou como professor de direito civil na Universidade de Oxford durante 21 anos. Reconhecido como um dos fundadores do direito internacional, Gentili é talvez uma das pessoas mais influentes do ensino jurídico que já viveu. Ele é um dos três homens que se referem como o "Pais da lei internacional". Gentili foi o escritor mais antigo no direito internacional público e a primeira pessoa a propor a laicização do direito canônico e a teologia Católica Romana. Em 1587, ele se tornou o primeiro não-inglês Regius Professor em Oxford.
Ele escreveu vários livros, que são reconhecidos entre os mais essenciais para as doutrinas da lei internacional, escreveu ainda nas áreas da teologia e da literatura. Os juristas dizem que Gentili foi o primeiro que tentou dar ao mundo algo como um regular sistema natural de jurisprudência, em sua obra, Sobre as Leis da Guerra e da Paz, com todos as suas teses, é concebível até a atualidade como o mais completo trabalho sobre o assunto.

## Início da vida e da família
Alberico Gentili nasceu em uma família nobre na cidade de San Ginesio, Macerata, Itália. Especula-se que a mãe de Gentili pode ter sido a fonte de seus primeiros interesses pela jurisprudência, mas foi seu pai, Matteo Gentili, um renomado médico na sua cidade natal, que assumiu o papel de seu professor de latim e grego.
Ele obteve um doutorado em direito na Universidade de Perugia, com a idade de 20 anos.

## Carreira
Após sua formatura, ele foi eleito juiz de Ascoli, mas preferiu se estabelecer em sua cidade natal, onde trabalhou em vários escritórios. Pai e filho pertenciam a um grupo que eram suspeitos de reunirem-se para discutir o poder da Igreja Católica. Com a inquisição estava a todo vapor, Alberico Gentili, juntamente com seu pai e um de seus irmãos, Scipione Gentili, foram forçados a deixar a Itália por causa de suas crenças que mostravam-se condizentes com as doutrinas protestantes.
Os três primeiro foram para Ljubljana, na Eslovénia, a capital do ducado de Carniola, na época parte da Áustria. A partir daí, Alberico foi para as universidades alemãs nas cidades de Tübingen e Heidelberg. Em sua primeira estadia, em Ljubljana, Matteo, por influência de seu cunhado, Nicolo Petrelli, um jurista do tribunal da cidade, foi nomeado médico-chefe para o ducado de Carniola. Entretanto, as autoridades papais haviam excomungado os fugitivos, e logo foram expulsos do território austríaco. Em 1580, Alberico partiu para a Inglaterra, precedido por uma reputação que lhe ofereceu as cátedras em Heidelberg e em Tübingen, onde Cipião foi deixado para iniciar seus estudos universitários. Alberico chegou a Londres em agosto, com a introdução de Giovanni Battista Castiglione, o italiano tutor da Rainha Elizabeth I.
Gentili logo se familiarizou com o Dr. Tobia Mateus, o Arcebispo de York. Em 14 de janeiro de 1581, Gentili foi, portanto, constituído em Perugia como um D. C. L. dando o direito de ensinar a lei, que ele exerceu em St John's College, Oxford. Posteriormente, Gentili foi apontado como o Regius professor de direito civil na Universidade de Oxford, pelo Chanceler da Universidade de Oxford, Robert Dudley, 1º Conde de Leicester. Ele foi contratado para preparar uma versão revisada da revisão de leis de sua cidade natal, uma tarefa que ele concluiu em 1577. Depois de uma curta estada em Wittenberg, Alemanha, voltou para Oxford.
Em 1584, Alberico Gentili e Jean Hotman, o Marquês de Villers-Saint-Paul foram convidados pelo governo espanhol para dispor sobre o tratamento do embaixador espanhol Bernardino de Mendoza, que tinha se envolvido na conspiração de Throckmorton contra a Rainha Elizabeth I. Como resultado, Mendoza foi expulso da Inglaterra.
Gentili ocupou o cargo de professor régio até sua morte, mas se voltou cada vez mais para o trabalho prático em Londres a partir de 1590. Ele atuou no Tribunal Superior do Almirantado, onde o direito civil continental, em vez do direito comum inglês, era aplicado.Em 1600, Gentili foi chamado para a Honorável Sociedade de Gray's Inn. Ele morreu em Londres e foi enterrado na Igreja de St Helen Bishopsgate.
Ele se casou com Hester de Peigne, uma huguenote francesa, em 1589. Seu filho mais velho, Robert Gentilis, se formou na Universidade de Oxford aos 12 anos e foi nomeado membro do All Souls College, Oxford, aos 17 anos, por influência de seu pai.

## Obras e realizações

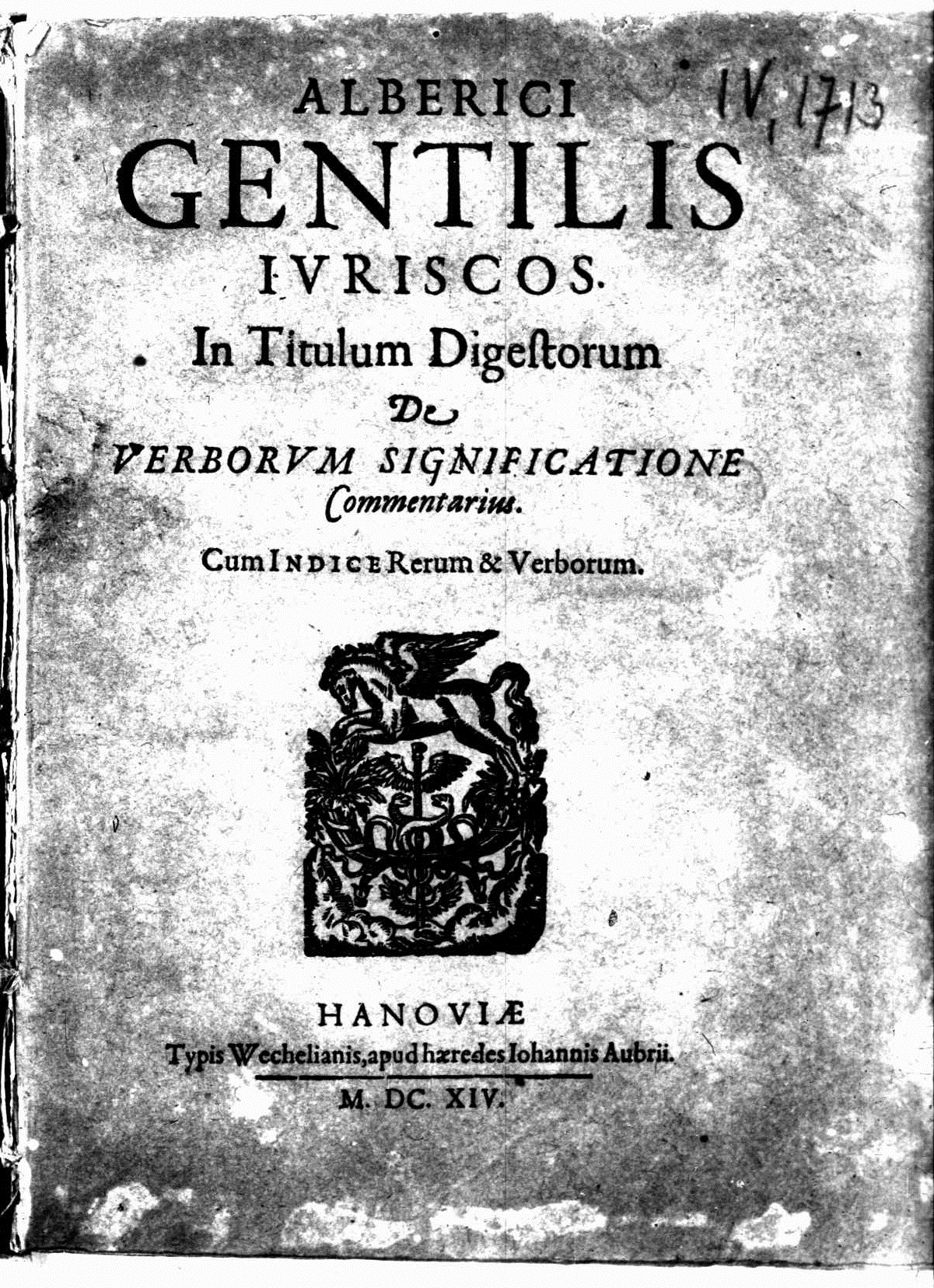
In titulum Digestorum De verborum significatione commentarius, 1614

A produção de Gentili inclui 24 obras publicadas e várias inéditas. Os principais são:
- De iuris interpretibus dialogi sex (1582);
- Lectionum et epistolarum quae ad ius civile pertinent libri I-IV (1583);
- De Legationibus libri tres, (1585);
- De nascendi tempore disputatio (1586);
- Condicionum Liber I (1587);
- Commentationes de iure belli (1588-89);
- De iure belli libri tres, 1598.
- De armis romanis libri duo (1599);
- Disputationum de nuptiis libri VII (1601);
- De nuptiis (1601);
- Regales disputationes tres: id est, de potestate regis absoluta, de unione Regnorum Britanniae, de vi civium in regem semper iniusta (1605);
- Disputationes tres: I, de libris iuris canonici; II, de libris iuris civilis; III, de latinitate veteris bibliorum versionis male accusata (1605);
- De diuersis temporum appellationibus, liber (1607);
- Advocatio Hispanica (postumo - 1613);
- In titulum Digestorum De verborum significatione commentarius (1614);
- Obras manuscritas: As duas obras completas conhecidas, preservadas na Biblioteca Bodleiana, em Oxford, foram editadas criticamente por Giovanni Minnucci, que também publicou, em texto crítico, a correspondência mantida por Gentili, com o teólogo puritano John Rainolds, por muito tempo seu adversário, no período de dois anos 1593-1594:
  - Ad titulum Codicis Ad legem Juliam de adulteriis Commentarius (edita da G. Minnucci, Alberico Gentili tra mos italicus e mos gallicus. L'inédito Commentario Ad legem Juliam de adulteriis, Bologna 2002)
  - Giovanni Minnucci (ed., De papatu Romano Antichristo Recognovit e codice autographo bodleiano D'Orville 607, Studi e Testi, n. 17, Milano, Archivio per la Storia del diritto medioevale e moderno, 2018, p. CLXII+352.
  - G. Minnucci, Diritto e teologia nell’Inghilterra elisabettiana. L’epistolario Gentili-Rainolds (1593-1594). Collana di Studi “Pietro Rossi”, 5; Napoli 2021, pp. LXII+298; ISBN 978-88-495-4605-7

Essas obras (das quais o De iure belli é considerado o mais importante) deram uma importante contribuição para o nascimento do direito internacional moderno como uma disciplina jurídica autônoma. Gentili não constrói uma teoria dedutiva sistemática, mas procede indutivamente examinando várias questões relevantes, como o direito diplomático e o direito da guerra, com base na cultura política humanista, no direito romano e na prática seguida pelos Estados da época. Alberico Gentili também conseguiu introduzir elementos do direito romano na tradição jurídica inglesa. Ele também gostava de ler as obras de Maquiavel, especialmente "O Príncipe", criticava fortemente o Papado e sua corrupção, e acreditava que a família Bórgia era a mais adequada para governar a Itália, a fim de combater as poderosas monarquias europeias que estavam se fortalecendo naquela época.
O Centro Internacional de Estudos Gentílicos funciona em San Ginesio.